# 라카와나 블루스
《리카와나 블루스》(영어: Lackawanna Blues)은 2005년에 개봉한 미국의 영화이다.

## 전제
라카와나 블루스는 뉴욕 라카와나에서 성장한 루벤 산티아고 주니어의 실화이다. 그는 아버지와 어머니, 그리고 레이첼 "내니" 크로스비로 알려진 동네 하숙집 여주인에 의해 양육되었다. 루벤은 1956년 푸에르토리코인 아버지 루벤 산티아고와 아프리카계 미국인 어머니 알린 허드슨 사이에서 태어났다. 그의 어머니는 정신적으로 불안정하여 그를 잘 돌볼 수 없었으며, 정신병원에 입원하며 루벤의 삶에서 사라졌다 나타나기를 반복했다. 그의 아버지는 내니의 하숙집에 머물렀지만, 장시간 일하거나 일자리를 찾아 다니느라 자주 자리에 없었다. 내니는 어머니 같은 존재로 루벤 주니어를 거의 돌보았다. 이 텔레비전 영화는 그가 그곳에서 성장하는 삶과 그와 하숙집에 머무는 동안 만나는 다양한 인물들을 묘사한다.

## 한국판 성우진(KBS)
- 성선녀 - 레이첼(S. 이페서 메커슨)
- 정훈석 - 루벤(힐 하퍼)
- 김준 - 루셔스(딜로이 린도)
- 김옥경 - 폴린(메이시 그레이)
- 문관일 - 빌(테렌스 하워드)
- 김소형 - 폴(제프리 라이트)
- 류다무현 - 루벤의 아버지(지미 스미츠)
- 조진숙 - 에일린(카먼 이조고)
- 이현주 - 어린 루벤(마커스 칼 프랭클린)
- 민지 - 리키(아디나 포터)
- 김혜주 - 버사(로지 페레스)
- 곽윤상 - 폴드(리브 슈라이버)
- 박영재 - 올렘(루이스 고셋 주니어)